# Kroezeboom

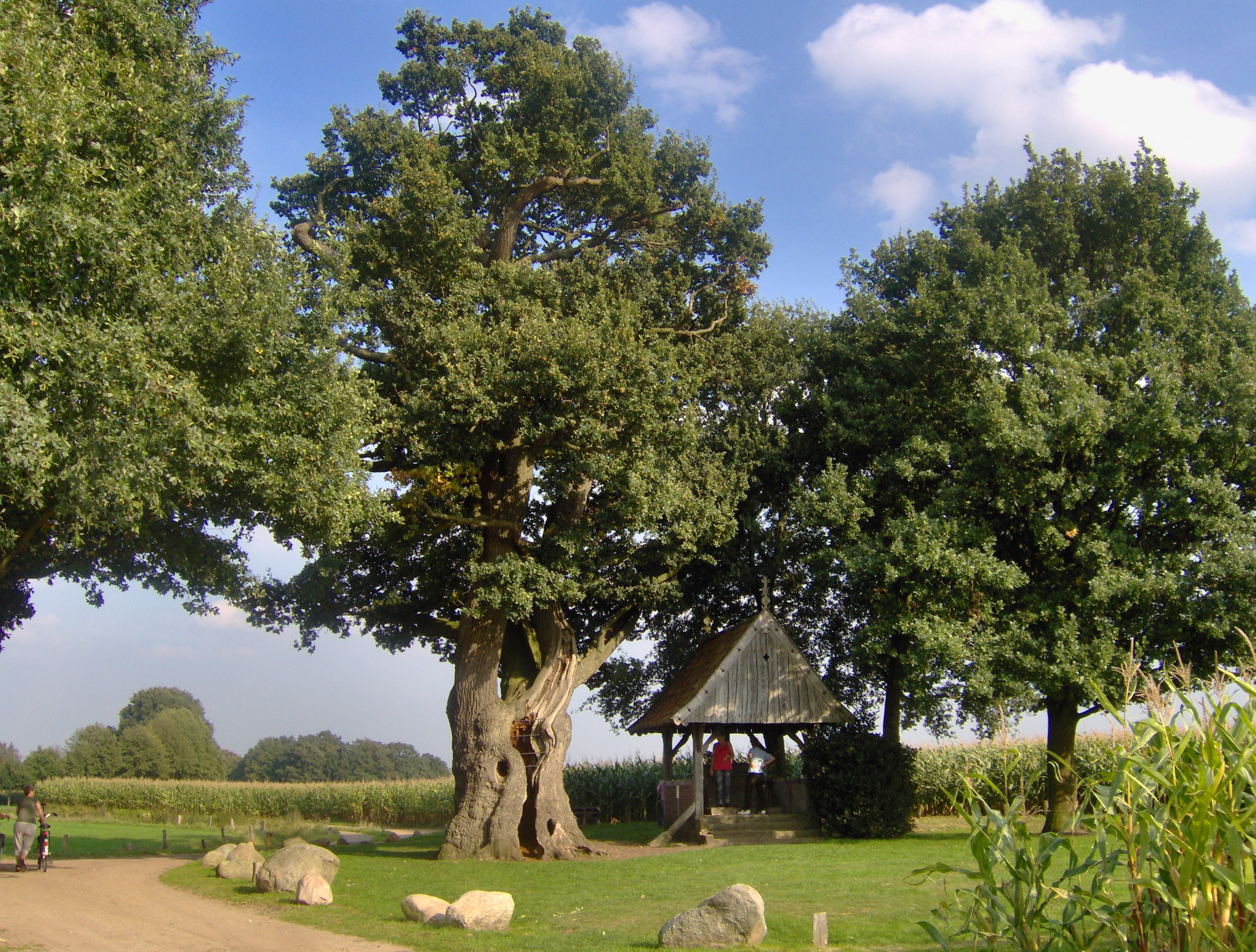
De kroezeboom ten noorden van Fleringen

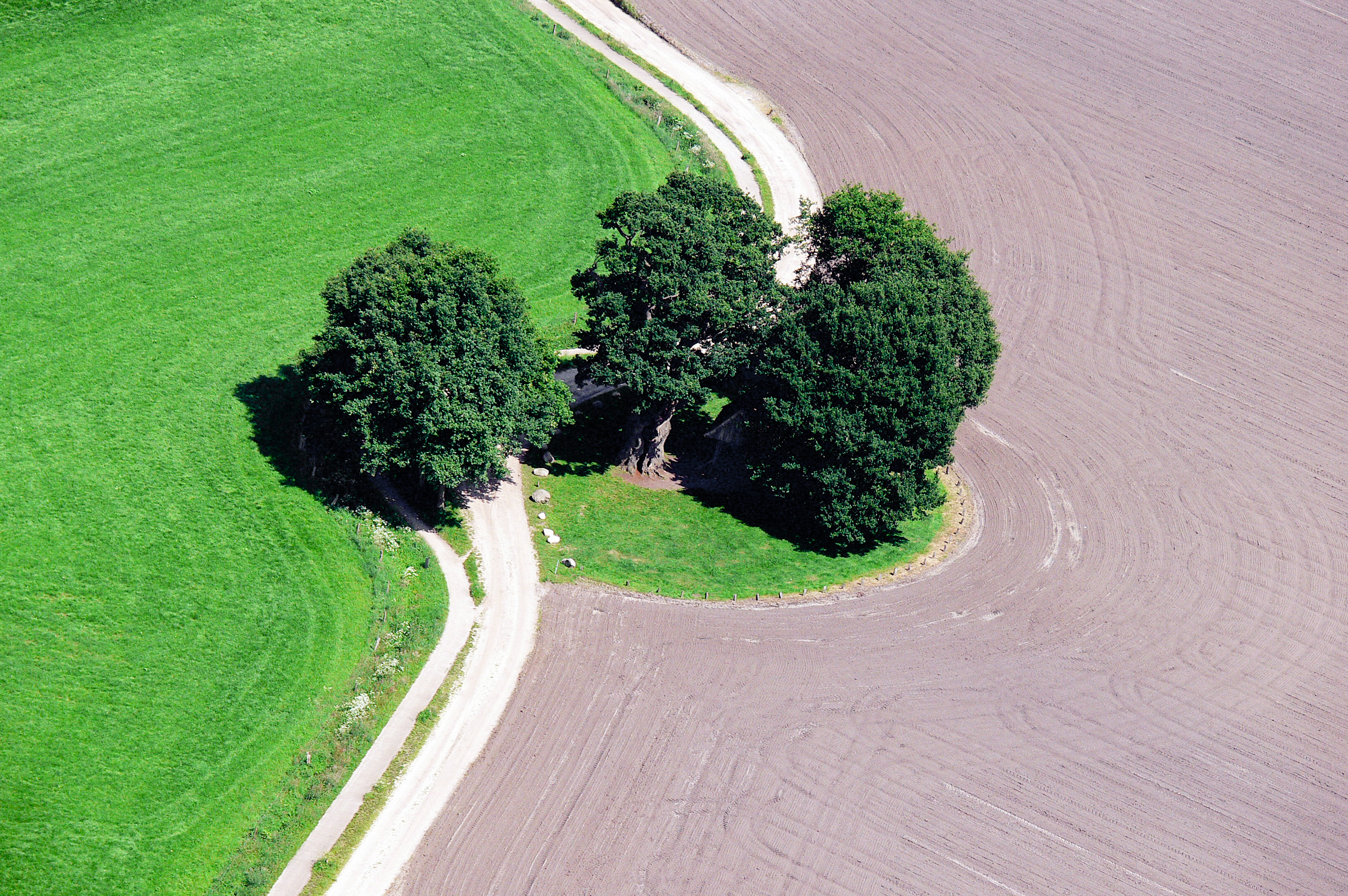
De kroezeboom nabij Fleringen vanuit de lucht gezien

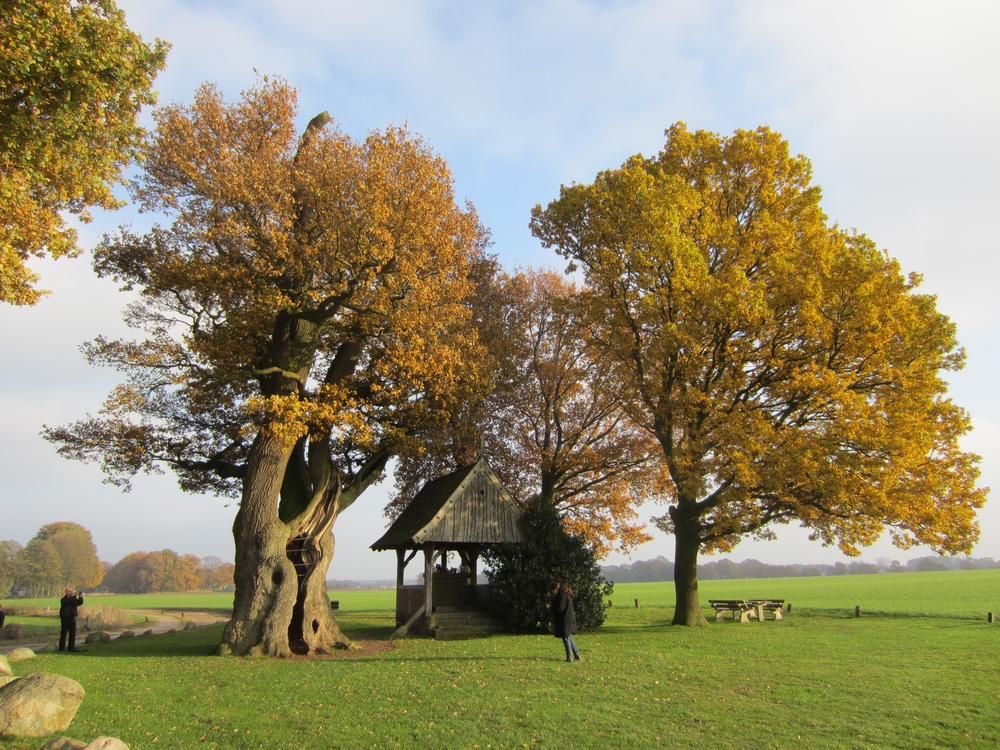
De kroezeboom in de herfst (2012)

Een kroezeboom (soms ook kroeseboom) is een boom, meestal een eik, die een grens of kruispunt aangeeft. In het oosten van Nederland werden vaak stenen of bomen gebruikt als grensbepaling op de es van waaruit de akkers verdeeld werden. Daarnaast werd de plek ook als heilige plaats of rechtspraakplaats gebruikt. De kroezebomen in Fleringen en Ruurlo behoren tot de oudste bomen in Nederland

## Fleringer Es
Een van de bekendste en oudste kroezebomen is de zomereik op de Fleringer Es, ten zuiden van Tubbergen en ten noorden van Fleringen in de provincie Overijssel.  Geschat wordt dat de boom tussen 1500 en 1600 is aangeplant als 'loakboom' of markeboom. De eik wordt weleens ouder geschat maar is naar alle waarschijnlijkheid ongeveer 500 jaar oud. Daarmee is het een van de oudste eikenbomen van Nederland.
In de periode van de reformatie waren er geheime bijeenkomsten van de katholieke bevolking bij de kroezeboom waarbij zij tot circa 1730 de mis bijwoonden. De wagen waarop het altaar en priester werden vervoerd, diende als preekstoel. Deze missen werden opgedragen door de rondtrekkende aartspriester Henricus Smithuis. Volgens informatie stond bij deze kroezeboom in de 16e en 17e eeuw een veldkapelletje, het hilligen huesken. Ook na de sloop van het kapelletje bleef dit een heilige plaats voor de katholieken uit de omgeving.
In 1909 werd bij het eeuwfeest van de teruggave van de Sint-Pancratiuskerk een processie gehouden naar de kroezeboom waar een nieuwe kapel was gebouwd, gewijd aan het Heilig Hart van Christus. In 1916 werd de grond waarop de kroezeboom staat in een straal van 20 meter gemeten vanuit het hart van de boom geschonken aan de Sint-Pancratiusparochie van Tubbergen. Tot aan de Tweede Wereldoorlog droeg men ieder jaar in de zomer een mis op bij de kroezeboom.
Sinds een tiental jaren verzamelen deelnemers aan de vredesfietstochten zich bij de kroezeboom ter afsluiting van de vredesweek. Ieder jaar worden in Fleringen gedurende drie dagen volksfeesten gehouden, die men de 'kroezeboomfeesten' noemt.
Copijn, gespecialiseerd in boomverzorging, heeft de kroezeboom op de Fleringer Es in de jaren zestig en zeventig van de twintigste eeuw behandeld. De boom stond altijd volledig vrij, midden op de es, en was daardoor, en door zijn diepe beworteling "een ideale bliksemafleider" De onderstam was deels afgestorven. De dode en rottende delen werden door de boomchirurgen weggezaagd; de boom werd weer in model gesnoeid en voorzien van span- en stormankers. De boom kreeg ook voeding toegediend, via injectie van organische mest.

## Ruurlo
De kroezeboom in Ruurlo staat aan de Borculoseweg in Ruurlo en is ongeveer 300 tot 400 jaar oud. De boom bestaat boven de grond uit vier stammen die waarschijnlijk uit één wortelstronk afkomstig zijn. De gezamenlijke omvang van de vier stammen is ruim tien meter. Daarmee zou het de dikste boom van Nederland zijn. Ten opzichte van bomen met één stam is dat echter niet eerlijk; bovendien zit er veel ruimte tussen de stammen.
De boom stond vroeger op een akker buiten Ruurlo aan de zandweg waaraan toentertijd geen of nauwelijks bebouwing stond. Wanneer een begrafenisstoet langs de kroezeboom het dorp naderde werd bij de kroezeboom de klok geluid. Daardoor ontstond de naam luubusse, het bos waar de klok werd geluid.
Verder speelde de kroezeboom in Ruurlo een belangrijke rol in het dorpsleven. Om de boom stonden vroeger bankjes waar de bewoners elkaar hun belevenissen vertelden en waar het nieuws uit omliggende plaatsen werd uitgewisseld.

## Vorden
In Vorden heeft tot in de jaren zestig van de 20e eeuw ook een kroezeboom gestaan aan de Zutphenseweg tegenover korenmolen de Goede Hoop, bij de kruising met de Zwarte Weg (toenmalige naam) en de Boonkstraat. Ook deze eik heeft als "Lui-bosje" dienstgedaan. Dergelijke lui-bosjes stonden ook aan andere invalswegen van Vorden. In de jaren zestig van de 20e eeuw begon de boom te kwijnen en heeft de dienst gemeentewerken deze boom gekapt. Het was een kapitale, oude eik met een brede kroon en een omtrek van minstens vijf meter. Van deze kroezeboom is een prentbriefkaart uit begin 20e eeuw te zien in het archief van de Gelderse Bibliotheek in Arnhem.